# Mikrokokalna nukleaza
Mikrokokalna nukleaza (EC 3.1.31.1, slezinska endonukleaza, termonukleaza, nukleaza T, mikrokokalna endonukleaza, nukleaza T', stafilokokalna nukleaza, slezinska fosfodiesteraza, Staphylococcus aureus nukleaza, Staphylococcus aureus nukleaza B, ribonukleat (dezoksinukleat) 3'-nukleotidohidrolaza) je enzim. Ovaj enzim katalizuje sledeću hemijsku reakciju
Endonukleolitičko razlaganje do nukleozid 3'-fosfata i 3'-fosfooligonukleotidnih krajnjih produkata
Ovaj enzim hidrolizuje dvostruke- ili jednostruke supstrate.

## Spoljašnje veze
- Micrococcal+nuclease на 